# リチャード・プライヤー
リチャード・プライヤー（Richard Pryor, 1940年12月1日 - 2005年12月10日）は、アメリカ合衆国のコメディアン、俳優。

## 略歴
アメリカ合衆国イリノイ州出身。売春宿で生まれ育ち、7歳でナイトクラブにドラマーとして出演。14歳で学校を抜け出しコメディクラブの清掃員になった。高校卒業後アメリカ陸軍に入り、2年後に除隊。その後、スタンダップコメディアンとして全米各地のナイトクラブを巡業するようになる。1966年頃から『エド・サリヴァン・ショー』などに出演した。
プライヤーは初期のころからスタンダップコメディにおいて「ニガー」や「マザーファッカー」など、米国では通常使用がためらわれる強い卑語を多く使っていた。しかし、その内容は彼の鋭い人間観察を反映しており、アメリカ社会に巣食う黒人差別を逆手に取った過激なものである（なお、プライヤーは1979年にアフリカへ旅行し、それ以降は「ニガー」という語を二度と使わないと宣言した）。
1960年代後半から1980年代にかけてプライヤーは映画にも多数出演し、特に1970年代後半からはジーン・ワイルダーとのコンビで『大陸横断超特急』などのヒット作を生み出した。
エディ・マーフィやクリス・ロックなど、多くのスタンダップコメディアンに影響を与えたことから、プライヤーはこの時代におけるもっとも偉大なスタンダップコメディアンのひとりと見なされることが多く、ジェリー・サインフェルドはプライヤーを「スタンダップコメディにおけるピカソのような存在」と呼んでいる。
プライヤーはエミー賞（1973年）と5回のグラミー賞（1974年、1975年、1976年、1981年、1982年）を受賞した。1974年には、アメリカン・アカデミー・オブ・ユーモア賞とライターズ・ギルド・オブ・アメリカ賞も受賞した。アメリカのユーモアのための初めてのケネディ・センター・マーク・トウェイン賞が1998年に彼に贈られた。
長年アルコールや薬物の依存に苦しんだことでも知られ、1980年6月9日、映画『おんぼろバスと8人の子供たち』の制作中にコカイン使用の影響下で自らの身体に75度（151プルーフ）のラム酒をかけて火を点け、全身の50%以上に及ぶ大火傷を負い、一時活動を休止する、という事件を起こしている。
1985年頃からは多発性硬化症のため20年に渡る闘病生活を送っていたが、2005年12月10日、心臓疾患のためロサンゼルス郊外の病院で死去。65歳没。

## 主な出演作品
- 間抜けなマフィア The Busy Body (1967)
- ビリー・ホリデイ物語/奇妙な果実 Lady Sings the Blues (1972)
- ワッツタックス/スタックス・コンサート Wattstax (1973)
- 大陸横断超特急 Silver Streak (1976)
- カー・ウォッシュ Car Wash (1976)
- ウィズ The Wiz (1978)
- カリフォルニア・スイート California Suite (1978)
- マペットの夢みるハリウッド The Muppet Movie (1979)
- スター・クレイジー STIR CRAZY (1980)
- おんぼろバスと８人の子供たち Bustin' Loose (1981)
- おもちゃがくれた愛 The Toy (1982)
- スーパーマン3/電子の要塞 Superman III (1983)
- マイナーブラザーズ 史上最大の賭け Brewster's Millions (1985)
- ジョ・ジョ・ダンサー Jo Jo Dancer, Your Life Is Calling (1986) ※監督・製作・脚本兼任
- 見ざる聞かざる目撃者 See No Evil, Hear No Evil (1989)
- ハーレム・ナイト Harlem Nights (1989)
- サギ師とウソつき患者（ひと嘘ツイたら億万長者!?） Another You (1991)
- ロスト・ハイウェイ Lost highway (1996)
- マッド・ドッグス Mad Dogs Time (1996)

## 脚本作品
- ブレージングサドル Blazing Saddles (1974)